# Horacij
Kvint Horacij Flak, bolje znan kot Horácij ali Horác (latinsko: Quintus Horatius Flaccus), rimski pesnik, * 8. december 65 pr. n. št., † 27. november 8 pr. n. št.

## Življenjepis
Quintus Horatius Flaccus, bolje znan kot Horacij, je bil latinski pesnik v Avgustovi dobi. Rodil se je v Venosi (v današnji Bazilikati) leta 65. pr. n. št. Šolal se je v Rimu, kjer je imel kot prvega učitelja Orbilija. Pri 20. letih se je preselil v Atene, kjer se je učil retoriko. V Atenah se je pridružil mladim rimskim študentom, skupaj z njimi je zagovarjal republikanske ideje in se izrazil proti Cezarju. Po Cezarjevem umoru je zaradi svojega blagostanja postal vojaški tribun. Vodil je del Brutove vojske skupaj s senatorjem Gajem Kasijem Longinom proti Oktavijanu in Marku Antoniju. Po porazu pri Filipih, leta 42. pr. n. št., je bila njegova vojaška kariera končana. Lotil se je ponižnega dela – postal je scriba quaestorius, kvestorjev pisec in pomočnik, nižji uradnik. Takrat je napisal Epode. Po srečanju z Vergilijem, ga je ta vpeljal v Mecenov krožek leta 38. pr. n. št.. Z Mecenom je nato postal velik prijatelj in od njega je prejel posest (villa) v Sabinskih gorah, na katero se je vračal do konca svojih dni. Horac je postal neke vrste dvorni pesnik in je svojo hvaležnost Mecenu in cesarju Avgustu izkazoval s tem, da ju je omenjal in slavil v svojih pesmih. V starejših letih se je izogibal razgibanega življenja v Rimu. V skladu s svojo filozofijo o zmernem uživanju življenja (epikurejstvo) se je rajši zadrževal na podeželskem posestvu. Umrl je v Rimu leta 8 pr. n. št., pokopali so ga na Eskvilinu.

## Snov in slog
Bil je pesimističen avtor, ki je postavljal v središče pozornosti pesnika. Pisal je o družbi s svojega vidika in jo kritiziral z namenom, da bi pokazal pravilno pot politikom, literatom in bralcem nasploh. Veliko pozornost je namenil tradicionalni moralnosti, omiki in vzgoji odraslih. Prav Avgust želi uvesti to moralnost, ki daje pomoč državi, ko je v krizi: morala je v tem primeru družbeno vezivo. Horacijeva morala temelji na vzgoji in tradicionalni zdravi pameti, poleg tega jo je pesnik dogradil s predelanimi vsebinami helenističnih filozofij, ki so do njega prišle tudi preko izročila poljudne filozofske književnosti. V njegovih delih večkrat nastopa melanholija. Imel je poseben pogled na onstranstvo in iskal je načinov, kako se izogibati misli na smrt. O tem je tudi pisal v svojih Odah. Horacij se je v glavnem spraševal o eksistencialnih tematikah, na katere ni nikoli našel odgovora. V iskanju osebne sreče je skušal najti srednjo pot med filozofijama, ki se medsebojno izključujeta: epikurejstvo in stoicizem. Epikurejstvo zagovarja zmerno uživanje vsakega trenutka: posameznik se tu znebi trpljenja s tem, da uživa. Sreče ne dobi v politiki, a v otiumu. Po mnenju stoikov pa srečo doživiš, če se držiš stroge morale, če si dober državljan, upoštevaš mos maiorum in skrbiš za posmrtno življenje. 

### Odnos z grško književnostjo
Horacijeve lirike ne moremo doumeti, če ne upoštevamo odnosa z grško tradicijo. Osrednjo vlogo v Horacijevi liriki imata razmišljanje in filozofska kultura. Pri njem ne gre več za pravo moralno iskanje, ki temelji na kritičnem opazovanju drugih, temveč za iskanje notranje sreče, ki je bilo med glavnimi vprašanji helenističnih filozofij. 
Horacijevo iskanje domišljavosti, zlasti v pesmih domoljubne vsebine dokazuje, da navdih za njegovo liriko izhaja iz Pindarja: od njega Horacij črpa pomembne ideje, kot so zavest o visoki vlogi poezije, prepričanje, da lahko pesnik podeli nesmrtnost, pozitivno vrednotenje etične modrosti. Poleg tega Horacij piše svoje lirične pesmi za branje in zato večkrat opisuje izmišljene ali vsaj močno stilizirane situacije ter teži k veliki prefinjenosti in literarni rafiniranosti. Poleg Pindarja so za Horacija vir navdiha grški pesniki Alkaj, Sapfo in Arhiloh. Prisvoji si tudi njihov simbol – eolsko kitaro.

### Odnos z Avgustom in Mecenom
Drugi pol Horacijeve lirike, domoljubno in nacionalno angažirana poezija, slavi osebnosti, dogodke in mite Augustovega režima. V marsičem se oddaljuje od osebnih tem, čeprav ves Horacijev osebni svet vedno dobi splošno veljavnost in izraža splošni človeški položaj. V tem se pomenljivo razlikuje od neoterične lirike. Nastanek domoljubnih lirik je zagotovo povezan s pripadnostjo Mecenovemu „krožku“. Domoljubna Horacijeva lirika pozna slavljenje Rima in Avgusta, hvaležnost za končno pridobljeni mir, uradni ton, vendar ni samo propaganda v verzih. Horacij, pesnik skupnosti, večkrat namreč spregovori o negotovosti, bojazni, malodušnosti in tudi nepričakovanem osvobajujočem navdušenju: o čustvih in gobokih željah sočasne družbe.

## Dela

### Epode (Jambi)
Epode je Horacijevo delo, sestavljeno iz sedemnajstih pesmi. Nastalo je okoli 42–41 pr.n.š., obljavljeno pa leta 31 pr.n.š. To je mladostniško delo, saj je v primerjavi z ostalimi deli manj uglajeno ter je Horacij v pisanju bolj strasten in agresiven. Epode so izraz njegovega notranjega nemira. Na začetku Horacij imenuje to delo Jambi, ker so pesmi sestavljene iz jambskih verzov in jambskih elementov. Le kasneje je bilo delo poimenovano Epode, ker sledi daljšemu ali krajšemu verzu pripeva. Jamb je sestavljen iz dveh verzov, od katerih je prvi daljši, drugi pa krajši. To daje živahnejši ritem pesmi. V Grčiji so epode spremljali s posebnim glasbenim inštrumentom na strune ali s piščaljo. Horacij se v tem delu zgleduje po grškem pesniku Arhilohu. V primerjavi z Grki, ki so v epodah dovolili osebne napade, Rimljani tega niso. Horacij v Epodah obravnava in kritizira obnašanja, ki so tipična za ljudi, za družbene kategorije in za literarne zvrsti.
To delo Horaciju prisluži vstop v Mecenov krožek.
Samo v deseti pesmi direktno napada osebo, to je Mevija, kateremu želi smrt v brodolomu. Kljub temu se domneva, da je Horac uporabljal Mevija zato, da bi kritiziral različne družbene kategorije, posebno pa pesnike nizkega nivoja. 
Ob priložnosti objave Horacij posveti epode prijatelju in pokrovitelju Mecenu.

### Satire (Sermones)
Horacij je napisal 18 satiričnih pesmi, ki so razdeljene v dve knjigi. Prva knjiga jih vsebuje 10, druga pa le 8. Prvo je izdal leta 35. pr.n.š., drugo pa 30. pr.n.š. Pesmi so napisane v heksametru. Horacij obravnava številne teme: od človeškega nezadovoljstva do prešuštva. Horacij je za to delo našel navdiha v Lucilijevih satirah.
Čeprav so nekatere pesmi (2, 7 in 8) izrazitega napadalnega značaja, je večina teh zapisana na nov način in v tem se približuje načinu pisanja Pisem. Satire so v primerjavi z Epodami bolj individualne in postanejo prikaz pesnikovega življenja in okolja.
Za satire je značilna pogovorna in vsakodnevna uporaba jezika. Zaradi tega je Horacij dal delu naslov Sermones (pomenki, pogovori). Zbirka vsebuje številne pripombe, zagovore, pregovore in moralne misli iz ljudskega izročila. Zelo pomembno vlogo v Satirah ima ton. Ta je razvezan od vsebine (ko je vsebina skromna ali iz vsakodnevnega življenja, je ton lahko visok in obratno). Ton je v delu izredno raznolik: od visokega do nizkega ali od resnega do ironičnega. Horacijevo geslo je ridendo dicere verum (v smehu povedati resnico). Njegova naloga je preko smeha izobraziti in vzgojiti bralca.
Teme lahko v glavnem zberemo v tri kategorije: filozofska, književnostna in osebna. Pesnik si je preko novih spoznanj prizadeval priti do etične zavesti in meni, da idealno življenjsko pot najdemo v modrosti in razumevanju. Iz tega izhajajo znana Horacijeva splošna načela, kot so na primer srednja pot ali zadovoljstvo z malim.

#### Prva knjiga satir
1. Prva pesem – Horacij je prvo pesem napisal leta 38. pr.n.š. in jo posvetil Mecenatu. V njej razpravlja o človeškem nezadovoljstvu. Nihče ni zadovoljen z lastno usodo in zaradi tega zavida bližnjemu. Pesnik meni, da je človek srečen le, ko ne razsiplje bogastva in obenem ni skopuh.
2. Druga pesem – V tej pesmi Horac je napadalen, podobno kot v Epodah. Satira deluje kot kritika nesposobnosti in nenaravnosti, a v največji meri prešuštva.
3. Tretja pesem – Horacij se navdihuje po epikurejskih nazorih; je satira prizanesljivosti. Pesnik meni, da če posameznik hoče, da bodo drugi do njega dobrohotni, more tudi on biti dobrohoten do drugih. Poleg tega izpostavlja misel, da ne vsi ljudje imajo isto stopnjo odgovornosti, kar nasprotuje stoičnemu mišljenju.
4. Četrta pesem – Četrta pesem vsebuje literarne teme. Horacij se sprva brani pred napadi nasprotnikov. Poleg tega trdi, da ne posnema Lucilija, saj je ta rimski pesnik pisal preveč, tudi ko to je bilo nepotrebno. Horacij tega noče storiti in izrazi, da bo pisal samo, da bo zadovoljil ožjemu krogu prijateljev.
5. Peta pesem – Horacij napiše potopis iz Rima v Brundizij in pri tem se navdihuje po Luciliju. Pesem je lahkotnega značaja, saj Horacij vključi prijetne dogodke.
6. Šesta pesem – Horacij posveti šesti spev prijatelju Mecenu in mu je hvaležen, saj si on izbira prijatelje ne glede na naziv in stan, temveč po duhu in zaslužnosti.
7. Sedma pesem – Sedma pesem je tista, ki je bila zapisana kot prva in deluje kot smešen popis prepira med Rutilijem Regom in Persijem.
8. Osma pesem – V osmi pesmi Horacij obnavlja zgodbo boga Priapa, ki naj bi čuval Mecenove vrtove.
9. Deveta pesem – Horacij pripoveduje zgodbo, ko ga je nekdo sitno spraševal za priporočilno pismo za Mecena.
10. Deseta pesem – Deseta satira je po vsebini zelo podobna četrti: v obeh Horacij razpravlja o rimskem pesniku Luciliju.

#### Druga knjiga satir
1. Prva pesem – Prva pesem iz druge knjige se navezuje na literarne tematike iz četrte in desete satire iz prve knjige.
2. Druga pesem – Horacij se v tej pesmi povezuje na temo, ki jo je že razvil v prvi in drugi pesmi prve knjige: srednja pot in o tem, da bi človek moral živeti po tem načelu.
3. Tretja pesem – Horacij v zelo dolgi pesmi prikaže razgovor med samim pesnikom in filozofom Damazipom.
4. Četrta pesem – Pesnik navaja kuhinjske recepte, katere mu jih je izročil kuhinjski mojster.
5. Peta pesem – Peta pesem obravnava zelo razširjen pesniški argument iz tistega obdobja: lov na oporoke.
6. Šesta pesem – Navezuje se na šesto pesem iz prve knjige, saj spet se zahvaljuje prijatelju Mecenu.
7. Sedma pesem – V tej satiri nastopa stoični nauk.
8. Osma pesem – opisuje dogodek, ko je Horacij srečal komediografa Fundanija in opisuje obilno kosilo.

#### Snov in slog v Satirah in Epodah
Satira je književna zvrst, ki se bliža prozi in se od nje razlikuje samo po metriki. Slog satir je lahko sad lahkotne improvizacije. V primerjavi z Lucilijem, Horacij izraža potrebo, ki dokazuje jasno programsko usmerjenost. Pesnik hoče doseči discipliniran in preprost jezik. Z razliko od Lucijevega sloga, Horacij skuša doseči močne učinke z maloštevilnimi izraznimi sredstvi. Od satire zahteva težko dosegljiv standard izražanja, zahteva koncentracijo in prilagodljivost. K temu lahko dodamo ponavljanja, svobodno stavčno gradnjo in sklope vrinjenih stavkov.
Horacij poudarja dialog. Ta namreč pritegne sogovornike, prehiti ugovore, uvede dramske prizore, zglede iz mitologije ali zgodovine, parodije, anekdote in besedne igre.
Satire in Epode je pisal istočasno in zdi se, da je slednjim namenil tisto raznolikost tem, tonov in slogovnih ravni, ki jih je rimska tradicija prej dodeljevala satiri. Jasno zaokroženo skupino sestavljajo na primer »erotične« epode, ljubezenske pesmi, ki obravnavajo motive in situacije helenistične ljubezenske lirike ter prevzemajo tudi njen jezik in patetično intonacijo. Tudi na izrazni ravni je lahko Horacijeva jambska poezija sprejela bolj zadržano izrazje, čeprav je za Epode še vedno značilen napet in pomensko nabit jezik, ki se včasih zadržuje pri najbolj surovih in občasno ostudnih vidikih realnosti. Ob pesnikovem pretiravanju zaslutimo tudi emotivno zadržanost.

### Ode (Carmina – Pesmi)
Horac je poleg epod in pisem pisal tudi ode ali Carmina, te so se delile v štiri knjige. Prve tri knjige so bile napisane leta 23 pr.n.š.. Prva kniga obsega 38 pesmi, druga 20 in tretja 30. Četrta knjiga, ki vsebuje 15 pesmi, je bila objavljena leta 13 pr.n.š. Ode so nastale po Kleopatrini smrti in koncu državljanske vojne med Oktavijanom in Markom Antonijem. Po tem dogodku so Rimljani imeli občutek, da so vse vojne končale in Oktavjan, ki se je vrnil v Rim, je želel dati vtis kontinuitete s staro republiko. Zbirko pesmi imenujemo Ode, ker so nekatere pesmi naslovljene na Rimljane, Avgusta ali druge pomembne figure. Horac je pisal za družbo, ki je bila na strani Avgusta in svetovnega poslanstva rimskega imperija. Horacijeve teme so zelo raznovrstne. Prvi dve knjigi vsebujeta v glavnem ode s posvetilnimi temami, v zadnjih dveh knjigah pa Horac ugotavlja, kaj je uspel doseči. Poleg pesmi, ki govorijo o politiki, lahko najdemo tudi pivske pesmi. Zasledimo tudi krajše aleksandrijske motive, kot so na primer epigramatično kratka posvetila, vabila, pesmi ob odhodu prijatelja. Dobimo tudi ljubezenske zgodbe, pri katerih je značilno obvladovanje čustva. V njegovih pesmih najdemo tudi refleksije in razmišljanja. Pogosto dobimo misli o kratkosti življenja in o človeški nespametnosti. Slavil je poezijo kot stil življenja, ki te zaznamuje od množice. Pisal je o večnosti in nesmrtnosti poezije ter o želji o preprostejšem in bolj vedrem življenju. Metri, v katerih je pesnil, so zelo pestri in raznoliki. Pesmi ni spesnil za glasno branje v javnosti ali petje, ampak za tiho branje in občasno zbrano recitacijo.

#### Prva knjiga Pesmi
V prvi knjigi najdemo epikurejske misli; pesnik razmišlja o minljivosti življenja in večnosti smrti. Druga tema, ki je prisotna v prvi knjigi, je vabilo k izkoriščanju lepih trenutkov življenja, preden izginejo, ne da bi se spraševali o prihodnosti. Prisotna je tudi oda o Kleopatrini smrti (1,37). Zadnja pesem knjige je posvečena skromnosti pesnika.

#### Druga knjiga Pesmi
Druga knjiga poudarja stoične tematike in neizogibnost smrti. Stoične tematike so razvidne v deseti odi, v kateri je prisoten pojem aurea mediocritas (zlata sredina, srednja pot-prava pot). V 2,16 dobimo soprisotnost stoičnih in epikurejskih idej, v odah 2,3 in 2,14 pa tematiko smrti.

#### Tretja knjiga Pesmi
Tretjo knjigo zaznamuje močan poudarek na stoicizmu, katerega dobimo utrjenega v nekaterih verzih od 3,2, 3,16, 3,29 in še predvsem v trideseti pesmi.

#### Četrta knjiga Pesmi
Četrta knjiga je bila napisana ab urbe condita. V zadnji knjigi se Horacij loteva njemu najbolj pomembnih tem: hvala Oktavijana Avgusta, misel o trdnosti duha, o poeziji, ki podeli umetniku nesmrtnost, življenjsko zadovoljstvo.

#### Snov in slog v Horacijevih Pesmih (Carmina)
S formalnega vidika lahko povemo, da strukturalna zapletenost Horacijevih Od verjetno izhaja iz zborovske lirike, čeprav so Ode najbolj uporabljene metrične oblike podedovale po monodični liriki. Horacijevo navezovanje na grško arhaično liriko ima nedvomno značilnosti jasne programske izbire: pesnik se zavestno želi oddaljiti od aleksandrinstva neoterikov. Njegova lirika upošteva helenistične izkušnje: iz teh izhaja široka paleta motivov, podob, situacij, ki se nanašajo predvsem na ljubezen in ljubezenska razmerja, pa tudi na praznike in javne obrede, pojedine, pokrajine. Iz helenističnega sveta Horacij črpa osrednje elemente svoje kulture, ideologije in pesniške občutljivosti. Pomemben vpliv, čeprav ga večkrat zapostavljamo, je imela na Horacijevo liriko tudi proza: helenistične razprave o dobrem vladarju, slavilni spisi, priročniki o govorništvu. 
Stilna dovršenost je značilen znak zrele Horacijeve lirike: gre za prefinjenost. Horacij uporablja zelo preprosto besedišče. Preprostost in klenost narekujeta tudi izbiro pridevnikov, skromno uporabo glasovnih figur, previdnost pri metaforah in primerjavah. Skladnja je manj predvidljiva, a še vedno precej preprosta. Pesnik ljubi elipse, skladnjo, ki spominja na grščino, hiperbaton, enjambement. Primerno vzvišenost sloga doseže z nadzorovanim zmanjšanjem izraznih sredstev, s suho in uglajeno dikcijo, ki ne pozna preobilja. Ekspresivnost zagotavljata tudi metrična virtuoznost in umetnost besednega razporeda.
V nekem smislu se Ode začenjajo, kjer se končujejo Satire. Osrednja misel je zavest o končnosti in kratkosti življenja, zato se moramo predati trenutni sreči. Spopadal se je z bojaznijo pred smrtjo, saj ta lahko doleti vsakogar v vsakem trenutku. Pomemben je nauk carpe diem, ki ga je izrazil v zadnjem verzu ode 1,11. Bil je prepričan, da je treba izkoristiti vsak trenutek, ki ga imamo na razpolago, saj je življenje kratkotrajno: od neprestanega toka časa je treba izluščiti in iztrgati/odtrgati (carpere) nekatere lepe trenutke. Ne smemo torej misliti, da je carpe diem banalno vabilo k uživanju. Pri Horaciju, kakor tudi pri Epikuru, je vabilo k zmernemu užitku tesno povezano z jasno zavestjo, da je sam užitek kratkotrajen, kot je kratkotrajno človeško življenje.

### Pisma (Epistulae)
Pisma so zadnje Horacijevo delo ter eno izmed njegovih najizvirnejših del. Epistulae obsegajo dve knjigi. Prva knjiga vsebuje dvajset pisem, medtem ko druga knjiga tri, če ji prištevamo tudi Pismo o pesništvu (Ars poetica ali Epistŭla ad Pisōnes). Druga knjiga obravnava razvoj rimske literature in umetnosti. 
Prva knjiga je bila objavljena leta 20 pr. n. št. in je posvečena Mecenatu. Pisma so zrcalo Horaceve osebnosti in njegove volje, da bi izpolnil samega sebe. Pesniška epistula kot literarna zvrst pred Horacijem ni obstajala. Horacij jo ustvari ob koncu svojega življenja, bogatega s človeškimi in umetniškimi izkušnjami. V Pismih je izvirno to, da jih je odel v pesniško obliko, oz. heksametre. Zgledoval se je po Epikuru, saj se je v proznih pismih obračal na prijatelje in učence ter jim svetoval. Razvidno je, kako vzgaja samega sebe in poskuša voditi druge. Iz pisem je razvidno to, kako se Horacij suče v rimski najvišji družbi, kako se obrača na svojega sužnja, upravnika posestva, katero življenje je najboljše. Pisma so naslovljena na resnične osebe, oziroma na Horacijeve prijatelje. Zaradi tega je pomen v njih zaupnejši in bolj odkrit. 
V pismih Mecenu in Floru pesnik izjavlja, kaj mu pomenijo Pisma in njihova pesniška obdelava: v njih preiskuje etični smoter pesništva in umetnosti nasploh. Iz takšnega duhovnega razpoloženja Horacij napiše Ars poetĭca, ki je najbolj gosposki in učen izraz Horacijeve misli. V tem delu se pesnik odtujuje nazorom epikurejske šole, a se navdihuje ob aristotelskih estetskih načelih. Horacij je prepričan, da se mora umetniško delo oblikovati po nazoru pulchrum in decorum.
Pisma ne kažejo samo Horacijeve zrele misli, a tudi visoko moralno smotrnost. Pesnik hoče oblikovati novo umetniško pojmovanje augustejske dobe, ki bo ostalo do modernih časov kot zakonik antičnih estetskih nazorov. Horacijeva Ars poetica še danes velja za najtrdnejši spomenik antične kritične misli.

#### Življenjepis
http://www.treccani.it/enciclopedia/quinto-orazio-flacco

#### Dela, slog, jezik
- E. Castorina, La poesia di Orazio, Roma 1965;
- A. La Penna, Orazio e la morale mondana, Firenze 1968;
- A. Sovre, Pismo o pesništvu(prevod), Ljubljana 1963;
- K. Gantar, Študij o Horaciju, Maribor 1993;
- G. B. Conte, Zgodovina latinske književnosti – od začetkov do padca rimskega cesarstva, Ljubljana 2010
- Butkovič D.: Storia della letteratura latina, 1983
- Gantar K.: Študije o Horaciju, Maribor 1993

#### Za Satire
- N. Terzaghi, Per la storia della satira, Torino 1932;

#### Za Ode in Epode
- G. Pasquali, Orazio lirico, Firenze 1920;
- A. La Penna, Orazio e l'ideologia del principato, Torino 1963